# 朱利葉斯·馬達·比奧
朱利葉斯·馬達·比奧（Julius Maada Wonie Bio；1964年5月12日—）是塞拉利昂從政者，於1996年1月16日至1996年3月29日擔任該國國家元首。 
1985年进入塞拉利昂共和国武装部队军事学校学习。1987年10月毕业，授予少尉军衔。洛科港区的隆吉要塞的军官。随即调坎比亚区的经济应急部队，打击几内亚国境的走私。1988年接受了联合国军的航空安全培训后，担任排长。1990年8月被派遣赴利比里亚参加西非国家经济共同体停火监督部队。1991年，福迪·桑科领导的“革命联合阵线”（“联阵”）发动起义，塞拉利昂内战爆发。1991年3月，塞拉利昂赴利比里亚的维和部队被召回国，参与在凯拉洪区的利比里亚国境一带镇压“联阵”的内战。1992年4月29日，瓦倫丁·斯特拉瑟率领一批年轻军官发动不流血军事政变，推翻约瑟夫·赛义德·莫莫总统，比奥积极参与了这次政变，担任军政府的南方省省长，驻博城。后调弗里敦任国务秘书，主管情报与媒体，晋升为上尉军衔。后任国家临时统治委员会（National Provisional Ruling Council，NPRC）副主席，军政府的二把手。
1996年1月16日，當時是軍政府第二號人物的比奧發動不流血政變，把軍政府首腦瓦倫丁·斯特拉瑟趕下台。比奧在政變後向全國發表廣播講話，表示他發動政變是為了讓國家回歸民主選舉的文人政府管治及結束塞拉利昂内战。人民党总统候选人艾哈邁德·泰詹·卡巴勝出1996年2月總統与议会選舉後，比奧履行承諾向其移交權力。
比奧於1996年從軍隊退休後，移居美國並在美利坚大学取得國際事務學碩士學位。
1997年5月25日，科罗马少校率领中下层军官发动政变，推翻了艾哈邁德·泰詹·卡巴总统。1998年2月12日，西非维和部队攻克弗里敦，推翻军政府，3月艾哈邁德·泰詹·卡巴复职。1999年7月7日政府与“革命联合阵线”达成协议结束内战。
2005年，比奥复出，参加塞拉利昂人民党，并在该党全国大会上当选为第三把交椅。2011年7月31日，在党的全国大会上当选为党的总统竞选人。2012年总统大选获得37%选票而落败。
2018年3月31日塞拉利昂總統選舉，获得51.8%的选票而当选。